# Юандзян
Юандзян (на китайски: 沅江; на пинин: Yuán Jiāng) е река в Югоизточен Китай, в провинция Хунан, вливаща се в езерото Дунтинху. Дължината ѝ е 814 km (с лявата съставяща я река Циншуйдзян – 1033 km), а площта на водосборния ѝ басейн – 89 163 km². Река Юандзян се образува на 207 m н.в. от сливането на двете съставящи я реки Циншуйдзян (лява съставяща) и Цюйшуй (дясна съставяща), събиращи водите си в изградения язовир „Токоу“. Двете съставящи я реки водят началото си от Гуейджоуската планинска земя, в провинция Гуейджоу. В горното и средното течение река Юандзян тече в сравнително тясна долина през нископланински и хълмисти местности в северните разклонения на планината Нанлин, а в долното – през най-южната част на Равнината на река Яндзъ (най-южната част на Голямата китайска равнина). Влива се от запад в езерото Мупинху (съставна част на езерото Дунтинху) на 23 m н.в., което се оттича в река Яндзъ. Основни притоци: леви – Циншуйдзян (219 km), Ушуй (горен ляв приток), Неншуй, Дунхъ, Юшуй (долен ляв приток); десни – Цюйшуй, Ушуй (горен десен приток), Сюефъншан, Ивонци. Подхранването ѝ е предимно дъждовно с ясно изразено лятно пълноводие и зимно маловодие. Среден годишен отток – около 2500 m³/s. В долното течение е плавателна за плитко газещи речни съдове. Долината ѝ е гъсто населена и земеделски усвоена, като най-големите селища по течението ѝ са градовете Хундзян, Цянян, Чънци, Юанлин, Таоюан, Дзоуши, Чандъ.